# The Fear Market (film 1920)
The Fear Market è un film muto del 1920 diretto da Kenneth S. Webb e interpretato da Alice Brady, Frank Losee, Harry Mortimer, Richard Hatteras, Edith Stockton, Bradley Barker, Nora Reed, Frederick Burton, Alfred Hickman, Sara Biala.
La sceneggiatura di Clara Beranger si basa sull'omonimo lavoro teatrale di Amélie Rives (Princess Troubetzkoy) andato in scena al Booth Theatre di Broadway il 26 gennaio 1916.

## Trama
Il Society Chatter è un foglio scandalistico che vive di ricatti e di cui nessuno conosce il proprietario. Alcuni suoi velenosi articoli hanno portato al suicidio la giovane Laura Hill e un'amica della ragazza, Sylvia Stone, torna precipitosamente dell'Italia, decisa a mettere sotto accusa il giornale che ha provocato la sua morte. Sylvia, per condurre la sua battaglia, chiede l'aiuto di Oliver Ellis, un editore onesto e molto stimato. La giovane ignora che il proprietario misterioso del Society Chatter sia proprio suo padre, Major Stone, che nel frattempo, volendo screditare il suo avversario, ha incaricato uno dei suoi scagnozzi, Jim Carson, di procurarsi qualcosa di scottante su Ellis. Una notte, Carson crede di riconoscere Milly, la sorella dell'editore, in una donna che ha visto entrare in casa del famoso cantante lirico Ettore Forni. Il tirapiedi cerca di ricattare Ellis ma è invece costretto a rivelare chi sia il suo capo, l'oscuro padrone senza scrupoli del Society Chatter. Sylvia rimane sconvolta e Stone è costretto a rinunciare allo scandalo. Alla fine, Sylvia perdonerà il padre e sposerà Ellis.

## Produzione
Il film fu prodotto dalla Realart Pictures Corporation.

## Distribuzione
Il copyright del film, richiesto dalla Realart Pictures Corp., fu registrato il 16 dicembre 1919 con il numero LP14544. 
Distribuito dalla Realart Pictures Corporation, il film uscì nelle sale cinematografiche statunitensi il 25 gennaio 1920.
Non si conoscono copie ancora esistenti della pellicola che viene considerata presumibilmente perduta.